# Буачідзе Софія Мойсеївна
Софія Мойсеївна Буачідзе (30 вересня 1912, містечко Хараґаулі, тепер Грузія — ?) — грузинська радянська діячка, лікар, доктор медичних наук, професор кафедри хірургії Тбіліського державного медичного інституту Грузинської РСР. Депутат Верховної ради СРСР 5-го скликання.

## Життєпис
У 1928 році закінчила 8-у Тифліську трудову школу.
У 1928—1933 роках — студентка лікувального факультету Тифліського державного медичного інституту Грузинської РСР.
У 1933—1936 роках — ординатор госпітальної хірургічної клініки Тифліського державного медичного інституту.
У 1936—1938 роках — завідувач районної лікарні і хірург у Кварельському районі Грузинської РСР.
З 1938 року навчалася в аспірантурі при кафедрі госпітальної хірургії Тбіліського державного медичного інституту. У 1940 році захистила дисертацію на здобуття вченого ступеня кандидата медичних наук.
У 1941—1945 роках — провідний хірург військового евакуаційного госпіталю в Тбілісі.
Одночасно в 1941—1953 роках — асистент госпітальної хірургічної клініки Тбіліського державного медичного інституту.
З 1946 по 1949 рік навчалася в докторантурі Академії медичних наук СРСР.
З 1953 року — професор кафедри госпітальної хірургії Тбіліського державного медичного інституту Грузинської РСР. Автор понад 50 наукових праць в галузі хірургії.
Подальша доля невідома. На 1985 рік — персональний пенсіонер у місті Тбілісі.

## Звання
- капітан медичної служби

## Нагороди і відзнаки
- орден Вітчизняної війни ІІ ст. (6.11.1985)
- орден Червоної Зірки
- медаль «За доблесну працю у Великій Вітчизняній війні 1941—1945 рр.» (1945)
- медалі
- значок «Відмінник охорони здоров'я»